# Blotter art

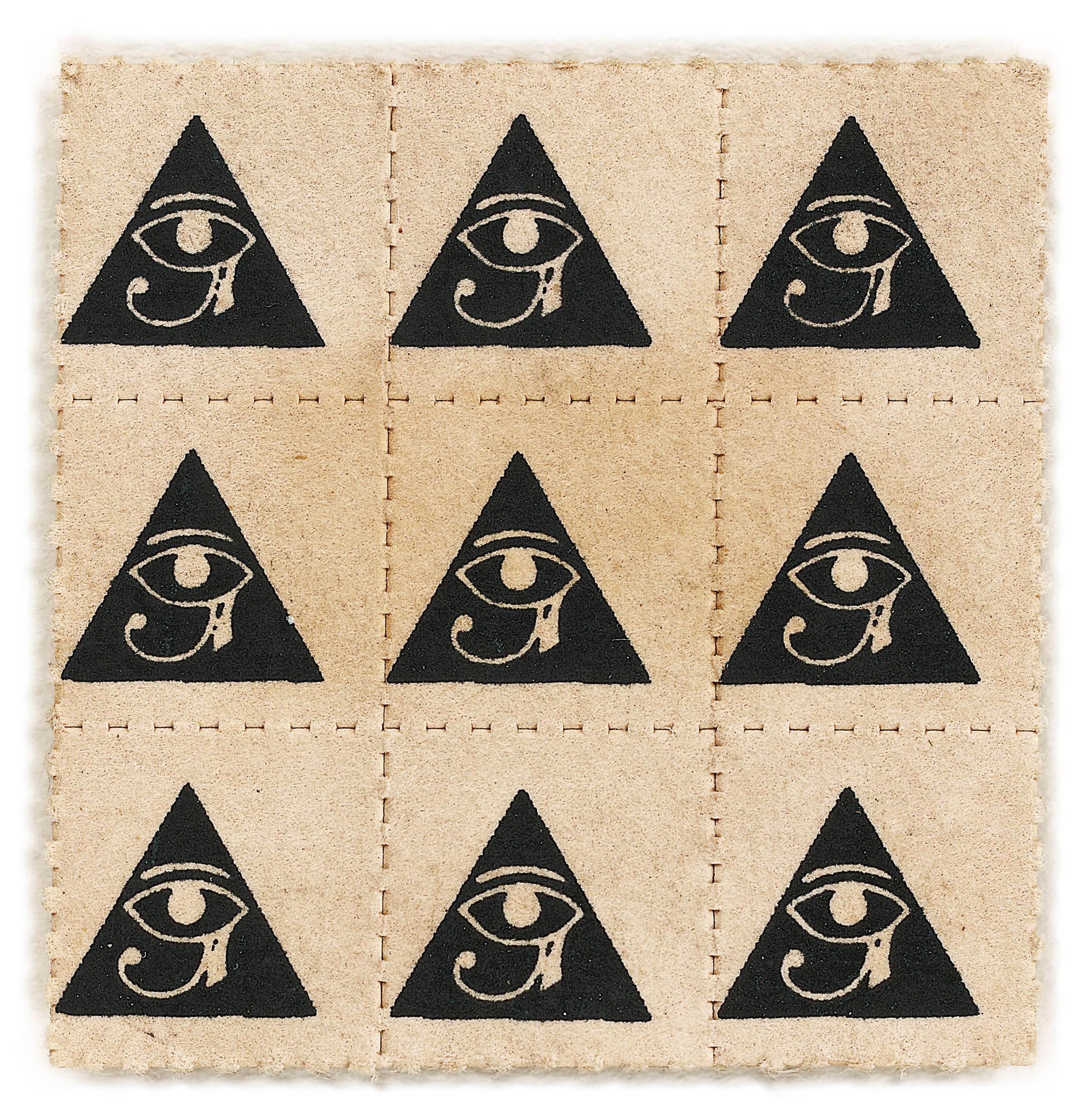
Nove "francobolli" di LSD da un lotto noto come "Occhio di Horo"

La Blotter art è una forma d'arte figurativa che ha raggiunto l'apice della sua diffusione negli anni settanta del XX secolo, consistente nella realizzazione di immagini stampate serialmente su fogli perforati di carta assorbente intrisa di LSD in soluzione liquida. Questa pratica guadagnò popolarità in seguito a una serie di fattori, fra cui la progressiva messa al bando degli allucinogeni in tutto l'Occidente a partire dalla fine degli anni sessanta. Uno degli impulsi che favorì la propagazione di questa forma d'espressione fu infatti anche la necessità di aiutare il consumatore a identificare il dosaggio, il produttore o il lotto di LSD tramite un logo rinnovabile e immediatamente riconoscibile, anche se non sono mancati esempi di blotter art praticata su fogli di normale carta assorbente, ovvero realizzata e pensata al di fuori dell'ambito del consumo di stupefacenti.
Durante gli anni di maggior produzione le dimensioni delle immagini "blotter art" riprodotte serialmente su ogni dose consumabile di LSD (in gergo "tab", in Italia "francobollo") di un intero lotto o "foglio" potevano variare, ma mediamente un foglio era di 20 cm di lato, perforato in una griglia di 30 per 30. Sui fogli così ottenuti poteva essere impressa una semplice immagine miniaturizzata e riprodotta serialmente su ogni francobollo oppure una singola immagine più ampia ed elaborata che occupasse l'intera superficie del foglio, e di cui i francobolli, diversi l'uno dall'altro, erano come singole "tessere" di un "puzzle". I francobolli, facilmente separabili lungo le perforazioni, venivano venduti come dosi accuratamente calcolate in microgrammi, in modo che gli utenti potessero farsi un'idea preventiva dell'intensità dell'effetto dello stupefacente.
La blotter art si è spesso appropriata di temi e stili comuni all'arte psichedelica, utilizzando prevalentemente colori brillanti e contrastanti per i motivi o pattern da replicare sui fogli, anche allo scopo di favorirne una lettura immediata malgrado le ridotte dimensioni. Era molto frequente il ricorso alla rappresentazione di famosi personaggi dei cartoni animati, o di immagini religiose devozionali o mistiche, così come espliciti omaggi a figure della sottocultura psichedelica.
La blotter art finì per attirare un certo interesse anche al di fuori dell'ambiente underground, apparendo nelle gallerie d'arte e generando un collezionismo di fogli di francobolli perforati da destinare alla conservazione. Un collezionista di San Francisco, Mark McCloud, è attualmente il fondatore e curatore del più grande museo visitabile di blotter art al mondo: l'Institute of Illegal Images, che comprende oltre 33.000 opere.

## Storia

### LSD e carta assorbente
All'inizio della sua storia l'LSD veniva commercializzato e consumato (prevalentemente negli Stati Uniti) in forma liquida versato su zollette di zucchero, o in capsule, o compresso in pasticche. In seguito alla messa al bando dell'allucinogeno su tutto il territorio americano (iniziata nel 1966 in California) l'uso della carta assorbente decorata divenne un modo per favorirne la diffusione clandestina, in virtù del peso e delle dimensioni estremamente ridotti e dell'aspetto innocuo. Fra l'altro, nel dibattimento di un processo contro uno spacciatore (il caso Chapman vs United States) la Corte Suprema degli Stati Uniti stabilì che il Congresso aveva intenzione di includere il peso del vettore dell'LSD nelle sue linee guida sulla sentenza: si manifestava cioè l'intenzione di distinguere fra lo spaccio di LSD in forma liquida, su carta assorbente o nelle molto più pesanti zollette di zucchero e valutare dunque il quantitativo di stupefacente detenuto e la conseguente gravità del reato in base al "peso lordo". Questo precedente, che divenne legge, decretò il rapido abbandono dell'utilizzo delle zollette di zucchero e diede un notevole impulso alla diffusione dei "vettori" più leggeri: pillole e francobolli.
Alle novità sul fronte giuridico, per i trafficanti di LSD si aggiunse un problema meramente logistico: la morte, sul finire degli anni 1970, di un costruttore di presse per pillole concepite e costruite su misura per i chimici che sintetizzavano clandestinamente LSD negli Stati Uniti. A causa di questi fattori i produttori di LSD si videro costretti a passare in gran parte alla carta assorbente, che comunque compensava l'inconveniente dell'alta volatilità del principio attivo (benché la carta fosse appunto assorbente, l'LSD tendeva in ogni caso a svanire in tempi più rapidi rispetto alle pasticche o alle capsule) con il vantaggio di poter essere facilmente inoltrata al compratore semplicemente spedendogliela per posta. Entro la fine del decennio la carta assorbente era diventata il mezzo standard di distribuzione, e fu proprio in quel periodo che il potenziale espressivo della blotter art attirò anche l'interesse di artisti del tutto estranei o comunque disinteressati al mondo degli stupefacenti.

### Il design della blotter art come forma d'arte

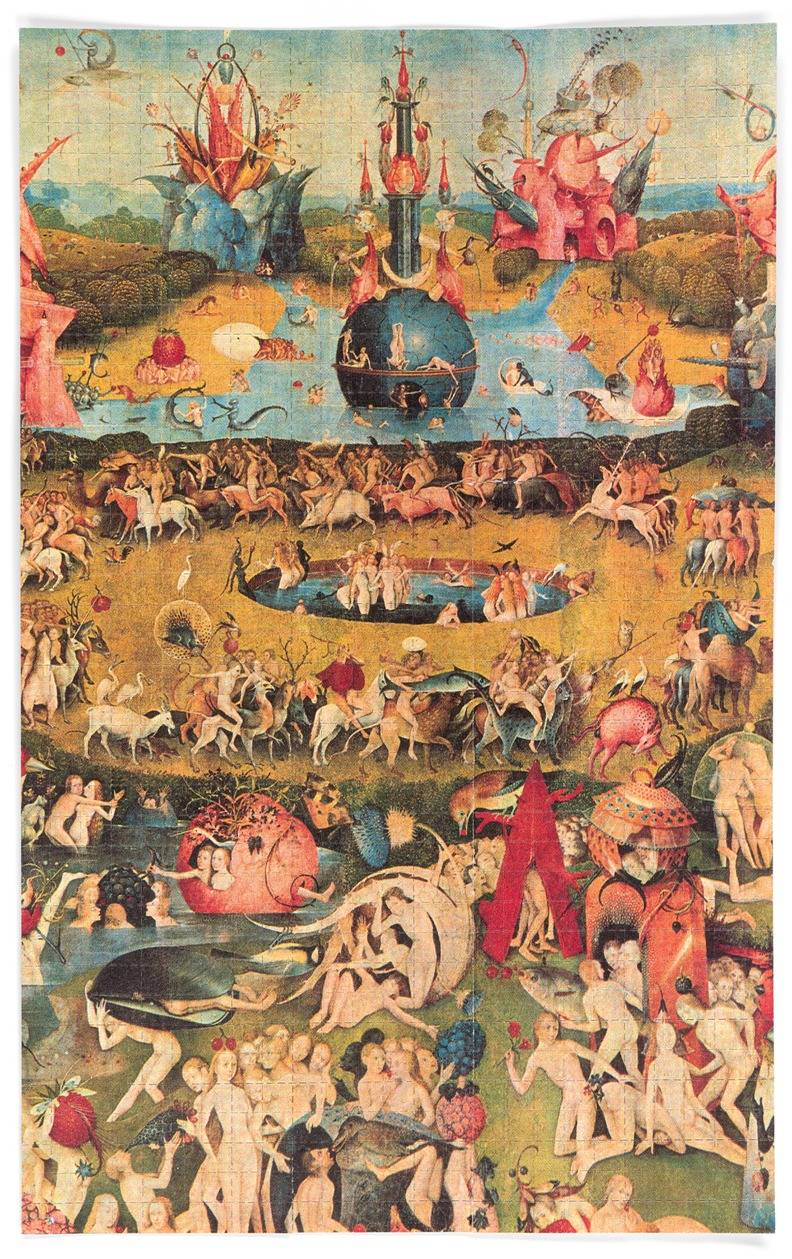
Esempio di blotter art riproducente Il Giardino delle Delizie

La produzione di fogli di acidi decorati iniziò già nel 1970. Di norma i disegni includevano allusioni, piccoli richiami o immagini simboliche per indicare l'origine di quello specifico lotto di LSD: come già accennato le stampe avevano anche il compito di aiutare a distinguere i dosaggi, i diversi lotti o i produttori. Inoltre la variazione continua dei pattern sui fogli era anche garanzia della recente confezione di quel particolare lotto (e quindi di francobolli "freschi", non "evaporati") proprio per il fatto che quel logo o disegno non era mai stato visto prima. Man mano che i design diventarono più creativi, però, la blotter art si ritagliò spontaneamente uno spazio come forma d'espressione figurativa popolare e underground, attingendo a un vocabolario artistico preso in prestito dall'arte psichedelica in genere e dai fumetti underground in particolare. Il primo lotto di fogli di LSD sequestrato dalla Drug Enforcement Administration statunitense raffigurava il famoso personaggio di Robert Crumb, Mr. Natural. In altri casi sui fogli veniva serializzata la "firma" o il logo di un determinato produttore o trafficante, che fungessero come una sorta di biglietto da visita. A titolo d'esempio un chimico dedito alla produzione e allo spaccio di LSD conosciuto come "Bill" utilizzava e faceva riprodurre sui suoi fogli il personaggio del Saturday Night Live Mr. Bill come suo tratto distintivo.
Altri esempi di citazioni dirette della cultura psichedelica coeva includono la copertina disegnata da Mati Klarwein dell'album Abraxas dei Santana pubblicato nel 1970, ampiamente ripresa sui fogli dell'epoca, ma anche il poster Tribute to Preston Blair dell'artista underground Frank Kozik, o Flying Eyeball di Stanley Mouse. Tuttavia esistevano anche fedeli riproduzioni di più noti capolavori dell'arte antica come Il giardino delle delizie di Hieronymus Bosch.
Come si intuisce, sostanzialmente la blotter art rispecchiava le mode culturali del momento: un trafficante dell'area del Golden Gate Park a San Francisco intervistato dal San Francisco Chronicle nel 1979, attribuiva al recente e progressivo interesse per il kung fu e le arti marziali in genere l'improvvisa diffusione di simboli dell'iconografia asiatica sui francobolli di LSD che circolavano in quei mesi, inclusi simboli yin-yang, draghi cinesi e costellazioni. Un altro pattern che restò a lungo molto diffuso era l'arcobaleno.

## Altri temi e stili
Oltre a un evidente richiamo all'arte degli anni 1960 e all'utilizzo di colori brillanti e contrastanti, la blotter art spesso enfatizzava disinvoltamente temi psichedelici incorporando nei suoi disegni motivi ripetuti come frattali, motivi paisley, moiré o caleidoscopici. Mentre i primi tentativi si limitavano a semplici ripetizioni di una faccina sorridente, o del simbolo della pace, o di una singola parola come PURE ("puro") o YES,  le forme e i contenuti virarono presto verso il fantastico, il surreale e il metafisico.
I personaggi dei cartoni animati e dei fumetti sono stati soggetti costantemente attinti in tutta la storia di questa forma d'espressione. I primi furono Felix the Cat, Mighty Mouse, Pippo, Topolino (nei panni dell'apprendista stregone di Fantasia), e lo Stregatto di Alice nel Paese delle Meraviglie. Anche in questo caso le scelte seguivano le mode dell'epoca, e coerentemente i soggetti successivi diventarono Bart Simpson, Beavis e Butt-Head, personaggi di South Park e SpongeBob. Uno studio americano del 1991 (di The Army Lawyer) rilevò che sui francobolli di acido dell'epoca erano impressi prevalentemente i disegni della mascotte dei cereali da colazione Lucky Charms, ma che Topolino restava un classico ricorrente. Il ritratto in stile psichedelico di Homer Simpson del pittore Randall Roberts fu un altro logo molto popolare sui fogli in produzione nel 2018.
La blotter art ha attinto anche, in modo spesso giocoso, leggero e caotico, alla simbologia mistica e occulta, con riproduzioni in diversi stili di pentagrammi, tetragrammi, scudi dei Cavalieri di Malta, piramidi di Giza e UFO, accanto a figure religiose come Gesù, Buddha e il Dalai Lama o Shiva. Da citare anche la corrente new age, con frequenti rimandi ai segni zodiacali.
Infine i reiterati omaggi a figure o icone di spicco del movimento psichedelico come Timothy Leary, Albert Hofmann e il famoso autobus Furthur utilizzato da Ken Kesey e dai Merry Pranksters, e aperte citazioni dei Grateful Dead come gli orsi e il logo con il teschio e il fulmine dell'album Steal Your Face. Nella storia del fenomeno non sono mancate sporadiche incursioni nella satira, a titolo d'esempio le serigrafie di Michail Gorbačëv sopra alla scritta "Gorby Acid" apparsi sul finire degli anni 1980, o francobolli col simbolo del Federal Bureau of Investigation miniaturizzato. Esemplari sequestrati nel 1987 raffiguravano fenicotteri rosa mentre un lotto del 2015 ritraeva personaggi della serie televisiva Breaking Bad.

## Collezionismo di blotter art
Sebbene la diffusione della blotter art abbia avuto origine nei primi anni 1970 la maggior parte dei fogli di acido del periodo sono da tempo irreperibili sia a causa del loro ovvio status di merci deperibili destinate al consumo sia della loro circolazione clandestina. L'artista di San Francisco Mark McCloud è stato uno dei primi collezionisti e divulgatori di questa effimera forma di espressione, selezionando e incorniciando negli anni migliaia di fogli di immagini "blotter art", indipendentemente dal fatto che fossero prodotte per essere immesse sul mercato degli stupefacenti o invece opere (innocue) di artisti semplicemente interessati al fenomeno, fra cui lui stesso.
McCloud organizzò una massiccia retrospettiva della sua collezione a metà degli anni 1980 e nel 1987 vinse il secondo premio all'annuale San Francisco County Fair per la sua esposizione, che fu recensita come "insolita ma attuale". Al 2024 la sua collezione comprende oltre trentatremila fogli di carta assorbente decorata, quattrocento dei quali sono esposti nella sua casa di San Francisco, che funge anche da galleria d'arte, battezzata da McCloud "Institute of Illegal Images".

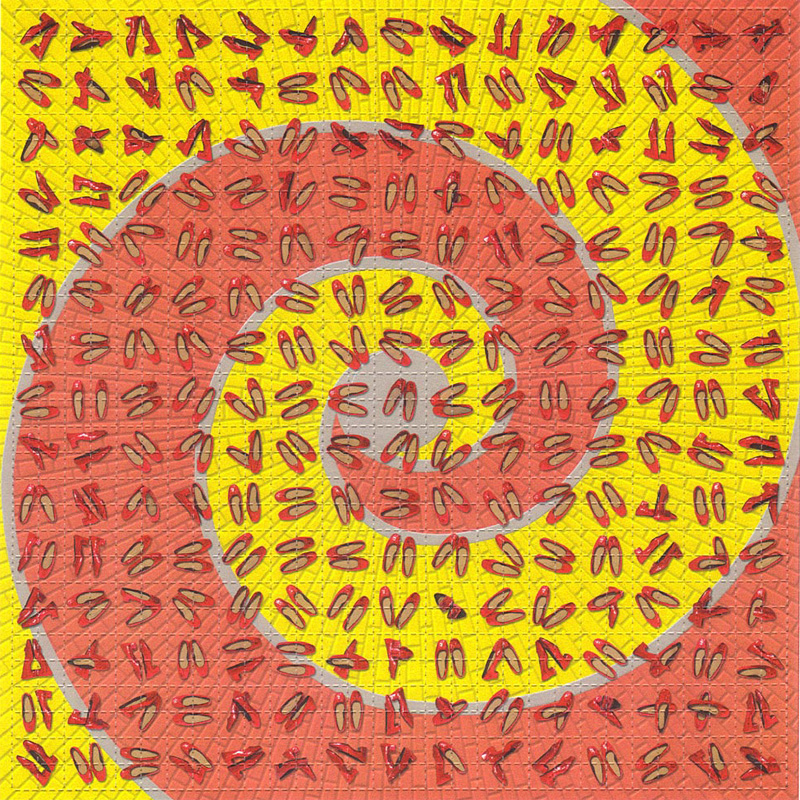
Foglio di blotter art raffigurante le iconiche scarpe "Ruby slippers" indossate da Judy Garland per il ruolo di Dorothy Gale nel film Il mago di Oz del 1939

Nel 1987 McCloud visitò una mostra di Alex Gray, un pittore noto per le sue opere a carattere spirituale e psichedelico. In quell'occasione acquistò il dipinto Purple Jesus di Gray per $1000. Il dipinto raffigura un Gesù crocifisso di colore viola che lascia intravedere l'anatomia interna, circondato, secondo le parole di McCloud, da un "alone fiorito tipo francobolli di acido". Una volta entrato in possesso dell'opera McCloud ne realizzò una serigrafia in un tiratura di 3.000 fogli, che in seguito distribuì in gran parte, vendendoli o cedendoli ad altri. In seguito a svariati passaggi di mano molti di quei fogli vennero intrisi di LSD e immessi sul mercato: il risultante Purple Jesus blotter ricavato dai fogli di McCloud divenne un "trip" molto popolare e ricercato nella California dei primi anni 1990. Lo stesso Gray inizialmente si risentì per la commercializzazione del suo lavoro, ma in seguito si riconciliò con McCloud (che dal canto suo si dichiarava totalmente estraneo alla speculazione operata sui suoi fogli dai trafficanti di LSD), includendo le serigrafie di McCloud nelle raccolte ufficiali del proprio lavoro e firmando cinquecento fogli assorbenti fra i tremila da lui realizzati.
La collezione di McCloud comprende anche serigrafie su carta assorbente basate su opere dell'artista Rick Griffin, tra cui Surfing Jesus, The Gospel of John e la stampa Mine Eyes Have Seen the Glory, che raffigura Gesù e un nativo americano che fumano spinelli con il Brucaliffo. La sua collezione comprende anche moltissimi fogli raffiguranti Snoopy (con un picco di produzione nell'anno 1981), unicorni e formiche.
I pezzi più vecchi della collezione di McCloud furono in seguito esposti a luce ultravioletta per eliminare eventuali residui di LSD. Nonostante questa precauzione McCloud fu perseguito dalle forze dell'ordine degli Stati Uniti una prima volta nel 1992. In quel caso fu assolto, ma venne accusato nuovamente nel 2000 di associazione a delinquere finalizzata alla produzione e distribuzione di LSD, circostanza nella quale McCloud scoprì tra l'altro che le forze dell'ordine lo sorvegliavano, anche con appostamenti fuori da casa sua, da più di un anno. Durante una perquisizione presso il suo domicilio gli inquirenti rinvennero trentamila fogli di carta assorbente decorata e perforata ma non intrisa di LSD, che tuttavia i pubblici ministeri sostennero essere destinata a chimici e grossisti dediti allo spaccio. Dopo lunghe battaglie legali McCloud fu nuovamente assolto da ogni capo di imputazione. Si stima che il costo legale che dovette accollarsi per difendersi nel caso del 2000 sia stato di oltre $500.000. Alcuni dei fogli di McCloud sottratti all'epoca dall'FBI, e in seguito restituiti, recano tutt'ora i timbri dell'agenzia. Nel dibattimento processuale l'accusa sfoderò, fra l'altro, un cospicuo raccoglitore di fogli di carta assorbente intrisa di LSD: fogli che in effetti erano stati ceduti a terzi da McCloud quando erano privi di droga e in seguito impiegati per la commercializzazione di LSD, assieme a molti "falsi artistici" del tutto estranei a McCloud e realizzati da trafficanti di stupefacenti intenzionati a sfruttare la moda dei suoi Purple Jesus blotter e replicare i "francobolli" più in voga. In seguitò si appurò definitivamente la totale estraneità di McCloud alle attività di produzione e spaccio di droga. Da questa vicissitudine McCloud e il fotografo Adam Stanhope trassero ispirazione per la pubblicazione del libro fotografico The Bust Book, che includeva fra l'altro confronti diretti fra i pezzi originali della collezione di McCloud e le imitazioni realizzate dagli spacciatori. Un'edizione speciale del libro accludeva anche un francobollo originale dal leggendario lotto noto come L'Occhio di Horo, ampiamente ritenuto il più antico esempio esistente di blotter art. Le opere della collezione di McCloud possono essere visualizzate sul suo sito web Blotter Barn. 

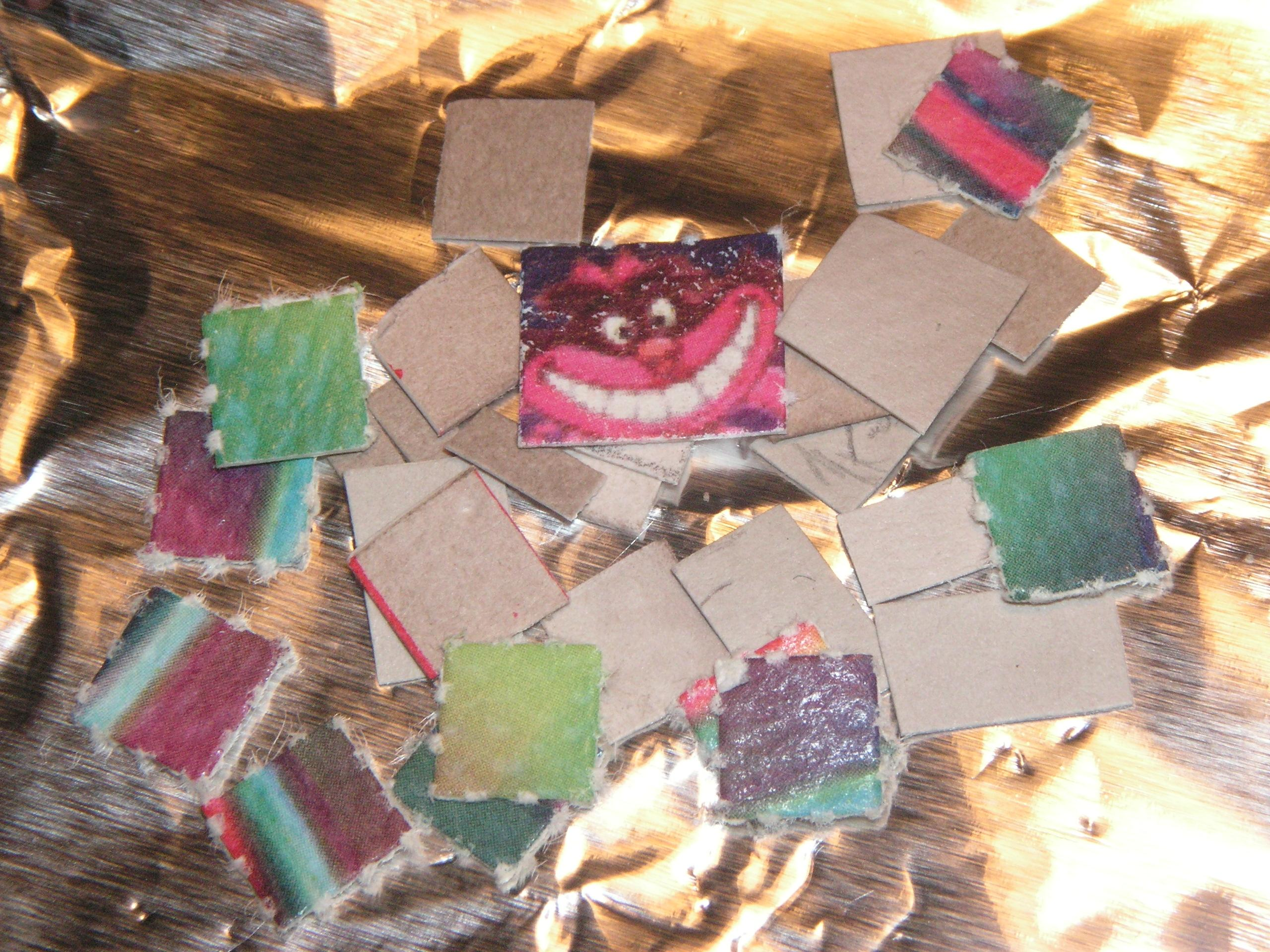
Esemplari di blotter art, uno dei quali raffigurante lo Stregatto

Thomas Lyttle è un'altra figura di spicco nella conservazione e diffusione di opere blotter art, cercate e collezionate o prodotte in proprio, passione nata proprio dopo un incontro con McCloud. La sua serie Vanity blotter art include una serie di tirature in edizione limitata di stampe artistiche su carta assorbente (non immersa in LSD) che sono state poi firmate da luminari della comunità psichedelica come Albert Hofmann, Timothy Leary, Ken Kesey, Laura Huxley, Alexander Shulgin, Robert Anton Wilson e John Lilly. Le serigrafie disegnate da Stevee Postman e firmate da Hofmann sono state messe all'asta per raccogliere fondi da destinare all'Erowid Center, un'organizzazione senza scopo di lucro che raccoglie e divulga informazioni su piante e sostanze chimiche psicoattive a scopo educativo, e per finanziare uno studio sull'uso dell'MDMA ai fini del trattamento del disturbo da stress post-traumatico da parte della Multidisciplinary Association for Psychedelic Studies.
Nei decenni la blotter art è stata esposta in numerose gallerie d'arte, tra cui la Galerie Macabre di Fort Lauderdale, la Ever Gold Gallery e la FIFTY24SF a San Francisco, la galleria Method a Mumbai, The Fuse a New York e la galleria Luna Star Café di Miami.
Esiste tuttora un mercato attorno all'arte su carta assorbente non trattata (storica o di recente produzione) sulle principali piattaforme di commercio on line. Fra gli artisti attualmente in attività si segnalano il figlio di Ken Kesey, Zane e Ziero Muko.

## La carta assorbente come vettore
Anche in virtù della clandestinità ed estemporaneità della loro produzione e diffusione i fogli di carta assorbente destinati alla blotter art non si sono mai assestati su vere e proprie misure standard, ma il formato più diffuso e iconico è un quadrato di circa 190 mm di lato, perforato in una griglia 30x30. La prime produzioni si avvalevano di macchine a manovella per perforare i fogli, mentre la perforazione viene attualmente eseguita professionalmente con fustellatrici automatizzate. I disegni su carta assorbente possono essere impressi a timbro o stampati in quadricromia.
Da un punto di vista pratico il francobollo di carta assorbente concepito al fine dell'assunzione di sostanze alteranti consente un facile e accurato dosaggio di sostanze potenti e difficili da maneggiare, e un'efficace e rapida assunzione sublinguale, il che lo ha reso un popolare vettore anche per una serie farmaci che diventano attivi già nell'ordine dei microgrammi tra cui 25I-NBOH, 25I-NBOMe, Xanax, Bromo-DragonFLY e DOI.